# DARVO
DARVO是心理学中的一个概念，源于“deny”（否认）、“attack”（攻击）、“reverse victim and offender”（颠倒受害者与施害者身份）这几个英文词的首字母缩写，是施害者（如性侵犯者）在被要求对自己行为负责时可能作出的一系列反应。一些学者认为这是精神虐待者常用的心理操纵手段。
这一概念由美国心理学家珍妮弗·弗雷德于1977年提出。DARVO所描述的施害者反应通常包含以下步骤：
1. 施害者否认发生过侵犯行为；
2. 当受害者指出侵犯的证据、试图让施害者对其行为负责时，施害者开始攻击受害者（或其亲人、好友）；
3. 施害者意图颠倒受害者和施害者的身份，认为自己才是真正的受害者。